# Chlidonias
Chlidonias – rodzaj ptaków z podrodziny rybitw (Sterninae) w rodzinie mewowatych (Laridae). Wszystkie gatunki z rodzaju Chlidonias są chronione na terenie Unii Europejskiej na mocy Dyrektywy ptasiej.

## Zasięg występowania
Rodzaj obejmuje gatunki występujące w Eurazji, Afryce, Australii, Oceanii i Ameryce Północnej.

## Morfologia
Długość ciała 23–30 cm, rozpiętość skrzydeł 57–70 cm; masa ciała 42–101 g. 

## Systematyka

### Etymologia
- Chlidonias: skrócenie gr. χελιδονιος khelidonios „jak jaskółka”, od χελιδων khelidōn, χελιδονος khelidonos „jaskółka”[8].
- Hydrochelidon: gr. ὑδρο- hudro- „wodny”, od ὑδωρ hudōr, ὑδατος hudatos „woda”; χελιδων khelidōn, χελιδονος khelidonos „jaskółka”[9]. Gatunek typowy: Sterna nigra Linnaeus, 1758.
- Viralva: „praktyka wymyślania nonsensownych nazw, takich jak Viralva, Dafila, Assiminea, Azeca i in., pochodzi od dr. Leacha”[10]; Agassiz sugerował, że jest to nazwa własna[11] (por. łac. vira „kobieta”)[12]. Gatunek typowy: Sterna nigra Linnaeus, 1758.
- Pelodes: gr. πηλωδης pēlōdēs „gliniasty, błotnisty”, od πηλος pēlos „glina, błoto, muł, szlam”[13]. Gatunek typowy: Sterna leucopareia Temminck, 1820 (= Sterna hybrida Pallas, 1811).
- Hydrocecropis: gr. ὑδρο- hudro- „wodny”, od ὑδωρ hudōr, ὑδατος hudatos „woda”; rodzaj Cecropis F. Boie, 1826 (jaskółka)[14]. Gatunek typowy: Sterna nigra Linnaeus, 1758.

### Podział systematyczny
Do rodzaju należą następujące gatunki:
- Chlidonias albostriatus (G.R. Gray, 1845) – rybitwa czarnoczelna
- Childonias hybrida (Pallas, 1811) – rybitwa białowąsa
- Childonias leucopterus (Temminck, 1815) – rybitwa białoskrzydła
- Childonias niger (Linnaeus, 1758) – rybitwa czarna